# Carnivàle
Carnivàle é uma série de televisão norte-americana que se passa durante a Grande Depressão e o Dust Bowl. Ao traçar as vidas de dois grupos diferentes de pessoas, sua história abrangente mostra a batalha entre o bem e o mal e a disputa entre o livre-arbítrio e destino; o enredo mistura a teologia cristã com conhecimentos gnósticos e maçônicos, particularmente os Cavaleiros Templários. A série foi filmada em Santa Clarita e em outras localidades do sul da Califórnia.
Carnivàle foi produzida pela HBO e durou duas temporadas que foram exibidas entre 7 de setembro de 2003 e 27 de março de 2005. O programa foi criada por Daniel Knauf, que trabalhou como produtor executivo junto com Howard Klein e Ronald D. Moore. A música foi composta por Jeff Beal. Nick Stahl e Clancy Brown estrelavam a série como Ben Hawkings e Irmão Justin Crowe, respectivamente.
A crítica elogiou Carnivàle, porém questionou a abordagem e a execução da história. Seu primeiro episódio estabeleceu um novo recorde de audiência para um programa original da HBO, porém a série não conseguiu manter sua audiência durante a segunda temporada. Carnivàle foi cancelada após 24 episódios, cortando quatro de suas seis temporadas previstas. O programa venceu 5 Primetime Emmy Awards, recebendo outras 10 indicações.
Carnivale foi durante muitos anos um sucesso de público. 

## Enredo
As duas temporadas de Carnivàle se passam durante a Grande Depressão entre 1934 e 1935, e consistem em duas linhas de histórias que lentamente convergem. A primeira envolve um jovem com estranhos poderes de cura chamado Ben Hawkings, que se junta a um parque de diversões móvel quando ele passa por sua cidade, Milfay, Oklahoma. Pouco depois, Ben começa a ter sonhos surrealistas e visões, que o fazem ir procurar um homem chamado Henry Scudder, um homem que já havia cruzado o caminho do parque muitos anos antes, e que aparentemente possui habilidades incomuns como Ben.
A segunda linha de história envolve um pregador metodista chamado Irmão Justin Crowe, que vive com sua irmã Iris na Califórnia. Ele compartilha os sonhos proféticos de Ben e lentamente descobre a extensão de seus poderes, que inclui controlar homens e fazer com que seus pecados e temores se manifestem em terríveis visões. Convencido de estar fazendo o trabalho de Deus, o Irmão Justin dedica sua vida à suas obrigações religiosas, não percebendo que seu grande nêmesis, Ben Hawkings, está muito próximo.

## Personagens (elenco)
- Samson (Michael J. Anderson)
- Brother Justin Crowe (Clancy Brown)
- Clayton Jones (Tim DeKay)
- Ben Hawkins (Nick Stahl)
- Ruthie (Adrienne Barbeau)
- Sofie (Clea DuVall)
- Rita Sue Dreifuss (Cynthia Ettinger)
- Iris Crowe (Amy Madigan)
- Libby Dreifuss(Carla Gallo)
- Felix 'Stumpy' Dreifuss (Toby Huss)
- Lila (Debra Christofferson)
- Ralph Waite (Reverend Norman Balthus)
- Gabriel (Brian Turk)

## Recepção da crítica
Em sua 1ª temporada, Carnivàle teve recepção geralmente favorável por parte da crítica especializada. Com base de 28 avaliações profissionais, alcançou uma pontuação de 65% no Metacritic. Por votos dos usuários do site, atinge uma nota de 8.2, usada para avaliar a recepção do público.